# Нью-Баварія (Огайо)
Нью-Баварія (англ. New Bavaria) — селище (англ. village) в США, в окрузі Генрі штату Огайо. Населення — 86 осіб (2020).

## Географія
Нью-Баварія розташований за координатами 41°12′13″ пн. ш. 84°10′2″ зх. д. / 41.20361° пн. ш. 84.16722° зх. д. (41.203645, -84.167206).  За даними Бюро перепису населення США в 2010 році селище мало площу 0,18 км², уся площа — суходіл.

## Демографія
Згідно з переписом 2010 року, у селищі мешкало 99 осіб у 40 домогосподарствах у складі 25 родин. Густота населення становила 546 осіб/км².  Було 44 помешкання (243/км²).
Расовий склад населення:
| - 98,0 % — білих - 2,0 % — осіб інших рас |

До двох чи більше рас належало 0,0 %. Частка іспаномовних становила 5,1 % від усіх жителів.
За віковим діапазоном населення розподілялося таким чином: 30,3 % — особи молодші 18 років, 58,6 % — особи у віці 18—64 років, 11,1 % — особи у віці 65 років та старші. Медіана віку мешканця становила 35,8 року. На 100 осіб жіночої статі у селищі припадало 115,2 чоловіків;  на 100 жінок у віці від 18 років та старших — 109,1 чоловіків також старших 18 років.
Середній дохід на одне домашнє господарство  становив 49 334 долари США (медіана — 48 333), а середній дохід на одну сім'ю — 63 957 доларів (медіана — 54 375). За межею бідності перебувало 8,4 % осіб, у тому числі 0,0 % дітей у віці до 18 років та 0,0 % осіб у віці 65 років та старших.
Цивільне працевлаштоване населення становило 55 осіб. Основні галузі зайнятості: фінанси, страхування та нерухомість — 23,6 %, освіта, охорона здоров'я та соціальна допомога — 21,8 %, виробництво — 20,0 %.